# 茲巴拉日城堡

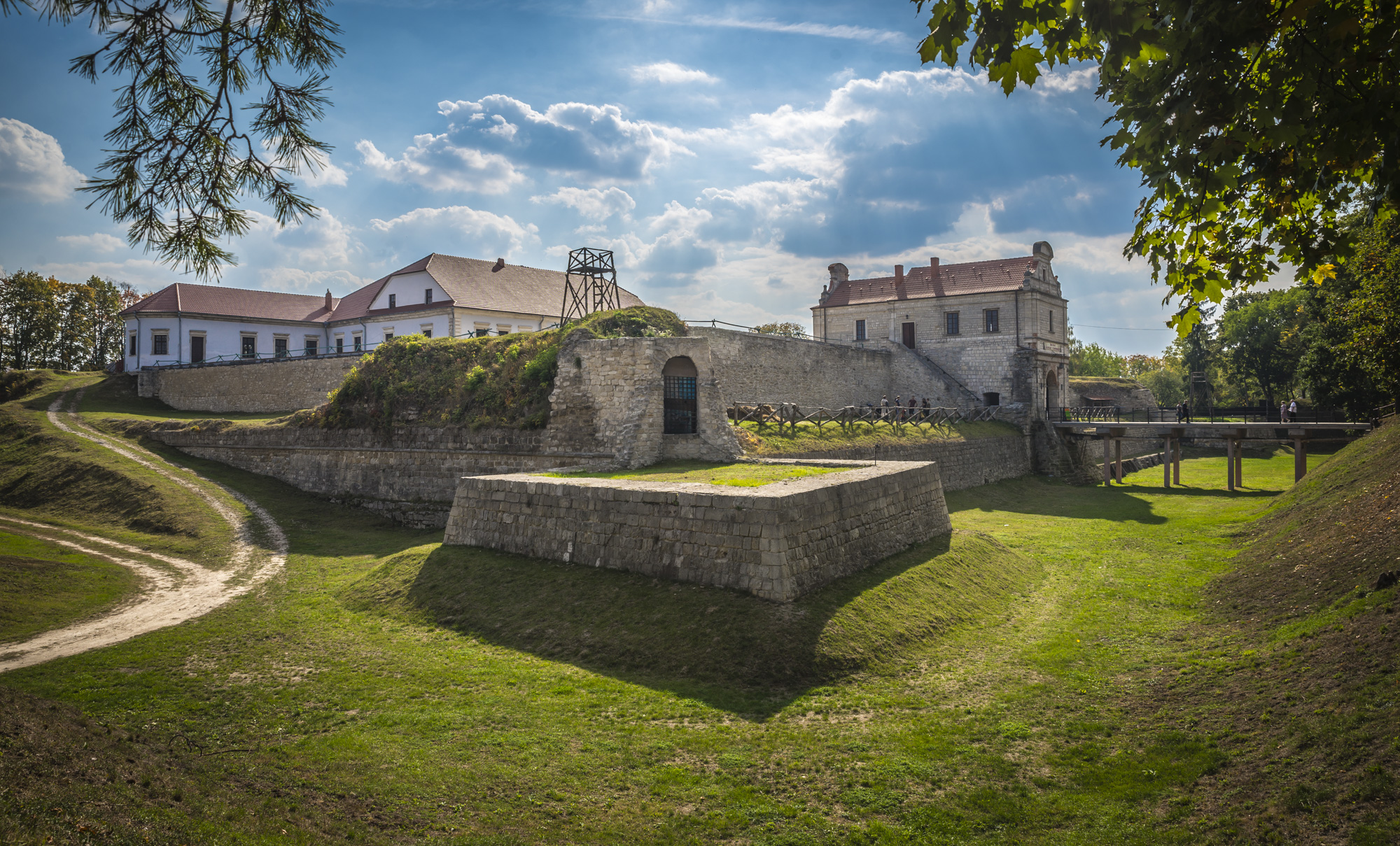
茲巴拉日城堡

茲巴拉日城堡（烏克蘭語：Збаразький замок）是位於烏克蘭西部城市茲巴拉日的一座城堡建築。該城堡修建於波蘭-立陶宛聯邦時期。在一戰後至1939年期間，該城堡曾位於波蘭領土境內。